# Перловая крупа
Перло́вая крупа́ — вид ячменной крупы в форме гладких зёрен белого или слегка желтоватого цвета продолговатой или круглой формы, используемый в качестве основы для гарниров и каш, засыпки для супов, рагу.
Название связано со схожестью зёрен крупы с жемчугом (перлами, в русский язык пришло, по-видимому, от фр. perle).
Для выработки крупы используются зёрна стекловидных и полустекловидных сортов ячменя. Цельные ячменные зёрна предварительно очищают от примесей и шелушат для удаления цветочных плёнок, дробят до ядер, которые затем шлифуют и полируют, в результате зёрна крупы являются эндоспермом ячменя с незначительными остатками плодовых и семенных оболочек и алейронового слоя. Полученную крупу сортируют по размерам, в советском товароведении различали по размеру пять «номеров» перловой крупы: № 1 и 2 — с крупными гранулами овальной формы с характерной для ячменного зерна тёмной продольной бороздкой (проход через сита 3,5 и 3,0 мм), № 3, 4 и 5 — с мелкими зёрнами шаровидной формы (через сита от 2,5 до 1,5 мм соответственно).
Крупные сорта перловой крупы чаще используют для гарниров, мелкие — для начинок и второстепенных засыпок. При этом ещё в начале XX века мелкая крупа считалась самой ценной («руаяль») в сравнении с более крупными («голландкой», «полуголландкой» и самой крупной «обыкновенной»).
Разваривается долго в сравнении с другими крупами — до 1,5 часов, при этом зёрна значительно набухают, впитывая много воды, но сохраняют форму, давая рассыпчатый гарнир (в отличие от другого вида ячменной крупы — ячневой — которая разваривается в продукт вязкой консистенции). Объём перловой каши в 5—6 раз превосходит начальный объём крупы, выход каши с 1 кг крупы — от 3 кг для крупной и до 4,5 кг для мелкой крупы.
Наиболее популярна в русской кухне, где обычно используется для приготовления перловой каши. В 1930-е годы в СССР был освоен промышленный выпуск перловой крупы в значительных объёмах, и благодаря невысокой цене и большой длительности хранения крупа широко использовалась в общественном питании, в рационе военнослужащих и заключённых. При этом из-за частоты использования и невысокой стоимости сложился стереотип малоценного продукта, вплоть до того, что из-за низкой популярности у солдат в 2011 году в рационе Российской армии продукт в гарнирах заменён более дорогостоящими гречкой и рисом (при этом оставлен как засыпка для супов и дополнительная заправка для мясных консервов).
Распространена в шведской, датской, финской кухнях, где используется для гарниров, крупяных колбасок, в качестве засыпки в супы. В итальянской кулинарной традиции имеется блюдо из перловой крупы ордзотто, сходное по рецептуре с рисовым ризотто. В британской и североамериканской кухне крупа менее распространена, и применяется как второстепенная засыпка в супы, стью, рагу, иногда используется для приготовления несладких пудингов; в немецкой и французской кухнях встречается как дополнительный ингредиент-наполнитель колбасных изделий и паштетов. В среде западных популярных диетологов крупная перловая крупа с остатками отрубей считается «цельнозерновым продуктом» (англ. scotch barley) и рекомендуется для здорового питания.
Со второй половины XX века освоено производство перловой крупы быстрого приготовления с использованием процесса пропарки, аналогичного пропарке риса.